# باول ويليس
باول ويليس (بالإنجليزية: Paul Willis)‏ (24 يناير 1970 بليفربول في المملكة المتحدة - 9 يوليو 2011) هو لاعب كرة قدم بريطاني في مركز الوسط. لعب مع نادي ساوثبورت ونادي هاليفاكس تاون ودارلينجتون إف سى.